# Royal Institution Christmas Lectures

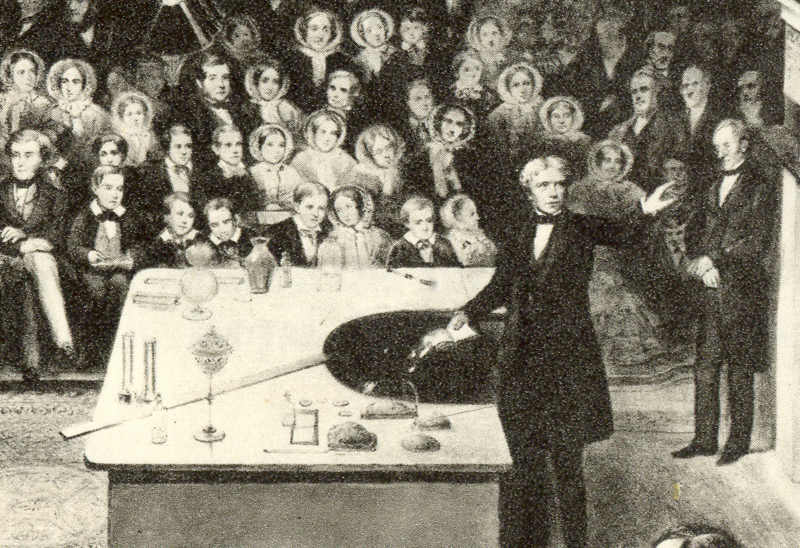
oprichter Michael Faraday

De Royal Institution Christmas Lectures is een jaarlijkse tijdens Kerstmis gehouden serie lezingen in Londen, georganiseerd door de Royal Institution of Great Britain. Het evenement bestaat sinds 1825.
De Royal Institution Christmas Lectures werden voor het eerst georganiseerd door Michael Faraday, de toenmalige voorzitter van de Royal Institution of Great Britain. De bedoeling is om ingewikkelde wetenschappelijke thema's op een toegankelijke en leuke manier over te brengen op een jong publiek. Jaarlijks wordt een andere spreker met een eigen thema uitgenodigd die dan vijf aan elkaar gerelateerde lezingen houdt. Alleen tijdens de Tweede Wereldoorlog werden de lezingen niet gehouden.
Voorbeelden van bekende sprekers die de Christmas Lectures gegeven hebben zijn:
- Michael Faraday (scheikunde & elektriciteit)
- Sir David Attenborough (maker van natuurdocumentaires)
- Richard Dawkins (evolutiebioloog)
- John Ambrose Fleming (elektriciteit & halfgeleiders)
- Carl Sagan (astronoom)
- Susan Greenfield (neurologie)

De BBC zond de Royal Institution Christmas Lectures jarenlang uit, totdat Channel 4 het van ze overnam en inmiddels Five weer van hen.